# غاري ويلكينز
غاري ويلكينز (بالإنجليزية: Gary Wilkins)‏ هو لاعب كرة قدم أمريكية أمريكي، ولد في 23 نوفمبر 1963 في ويست بالم بيتش في الولايات المتحدة.